# Pristimantis lancinii
Pristimantis lancinii är en groddjursart som först beskrevs av Roberto Donoso-Barros 1965.  Pristimantis lancinii ingår i släktet Pristimantis och familjen Strabomantidae. IUCN kategoriserar arten globalt som starkt hotad. Inga underarter finns listade i Catalogue of Life.